# 波賀森林鉄道
波賀森林鉄道（はがしんりんてつどう）は、兵庫県宍粟郡波賀町（現宍粟市）でかつて木材輸送に用いられていた森林鉄道。地元での通称は「林鉄（りんてつ）」だった。

## 歴史
波賀町を中心とする地域は森林資源に恵まれ、古くから木材の生産が行われていた。1869年（明治2年）の版籍奉還によってこの地域にあった幕府直轄領や私藩領の森林は官林となった。本格的な製材業が始まったのは1920年（大正9年）に水車を動力とする製材工場が建設されてからであり、特に第二次世界大戦前後には軍需用の木材供給のため活況を呈していた。
奥深い森林から木材を搬出するため、古くは人力、犬、牛、馬による「木馬」（木製のレール上でソリを滑らせる運搬具）という手段が用いられていたが、より近代的な輸送手段が求められて森林鉄道が建設されることになった。
鉄道の運行は1916年（大正5年）に始まった。路線網の詳細は、地元にも記録が残っておらず不明で、総延長が24kmであるということしか分かっていない（当時の神戸新聞には「昭和33年に全長約40 km」、読売新聞には「昭和33年に全長約50 km」との記載もあり、やはりはっきりとしない。）。
- 本線（山崎営林署管轄、1916年開業、延長2.0km）[4]
- 上野線（山崎営林署管轄、詳細不明）[4]
- 音水線（山崎営林署管轄、詳細不明）[4]
- 赤西支線（山崎営林署管轄、1919年開業 延長5.9km）[4]
- 中音水支線（山崎営林署管轄、1937年開業、延長6.2km）[4]
- 万ケ谷林道（山崎営林署管轄、1947年開業、延長2.5km）[4]
- かんかけ支線（山崎営林署管轄、1947年開業、延長2.6km）[4]

昭和30年代になると木材輸送はトラックが主流となって国道29号の改良も進められた。
そのため、1958年に赤西支線、1960年に中音水支線とかんかけ支線、1963年に万ケ谷林道の軌道が廃止された。最後に残っていた音水国有林の軌道が1968年（昭和43年）7月15日で運行を終えたことで全線廃止となった。
軌道跡は1975年（昭和50年に）波賀町が林野庁より払い下げをうけ、上野貯木場から原までの区間はサイクリングロードになっており、その先の音水までは遊歩道となっている。
一部の線路は2022年現在でも残っている。

## 路線
| 名称         | 開設年度  | 廃止年度 | 延長km | 備考 |
| ------------ | --------- | -------- | ------ | --- |
| 音水（上野） | 1916      | 1958     | 2.0    | （本線）上野貯木場より音水国有林事務所を結ぶ、さらに高低差210mのインクラインを介して軌道（9km）が延びていたが1938年に使用休止 |
| 赤西         | 1919-1923 | 1958     | 5.9    | 本線とは赤西口で分岐 |
| 中音水       | 1937      | 1968     | 6.2    | 奥地にインクラインが3ヶ所（同時に存在せず）                                                                                   |
| かんかけ支線 | 1947      | 1960     | 2.6    | 途中にインクライン有り |
| 万ヶ谷       | 1947      | 1962     | 2.5    | 本線とは索道により連絡し、台車ごと吊りおろしていた。                                                                          |

- 『林鉄の軌跡』38-46頁、『全国森林鉄道』資料編6頁、『汽車・水車・渡し舟』147頁

## 車両
野村組工作所、松岡産業、協三工業などの機関車が導入されていた。このほか記録や残された写真によるとコッペル社モンタニア型、酒井製作所、岩手富士産業などの車両も使用された。また、木炭ガス機関車と蒸気機関車が1両あり、燃料が不足した第二次世界大戦中に使われた。
上部軌道では山崎営林署の製造した小型の機関車も使われていた。
1953年（昭和28年）の機関車の保有台数は11両で当時大阪営林局管内の森林鉄道では最も多かった。

## 復活計画
地元の住民団体「波賀元気づくりネットワーク協議会」により観光用として復活が計画されている。車両は北陸地方整備局立山砂防事務所が立山砂防工事専用軌道で使っていたディーゼル機関車（北陸重機工業製）を宍粟市が競売で落札、5mほどの線路で運行を開始した。
林鉄開通から100年となる2024年には敷設された線路が678mとなった。また、保存状態や地域活性化への取り組みなどが評価され産業遺産学会から推薦産業遺産に認定された。